# La Chavanne
La Chavanne é uma comuna francesa na região administrativa de Auvérnia-Ródano-Alpes, no departamento da Saboia. Estende-se por uma área de 3.06 km². Em 2010 a comuna tinha 773 habitantes (densidade: 252,6 hab./km²).